# Storicbus
StoricBus - Museo dell'Autobus Italiano è un'associazione senza scopo di lucro italiana, nata da un sodalizio di giovani appassionati di trasporto pubblico nel 2010 a La Spezia. Gli obiettivi della stessa sono il recupero per fini museali e il restauro dei veicoli su gomma che hanno fatto la storia del trasporto pubblico italiano, partendo dal dopoguerra fino alla fine degli anni novanta.
L'idea alla base della sua nascita è quella di creare un "museo dinamico", composto non solo da una collezione di vari esemplari di autobus e filobus di diverse tipologie ma anche dai mezzi privati messi a disposizione dai soci possessori aderenti. Uno dei punti principali del progetto è stato quello di creare una realtà associativa sia per gli appassionati del settore che per i cittadini, istituendo con il passare del tempo alcune sedi operative nel territorio nazionale e organizzando una serie di iniziative mirate alla diffusione della cultura del trasporto pubblico locale ed alla conservazione del patrimonio di archeologia industriale relativo al trasporto di persone in Italia.

## Attività

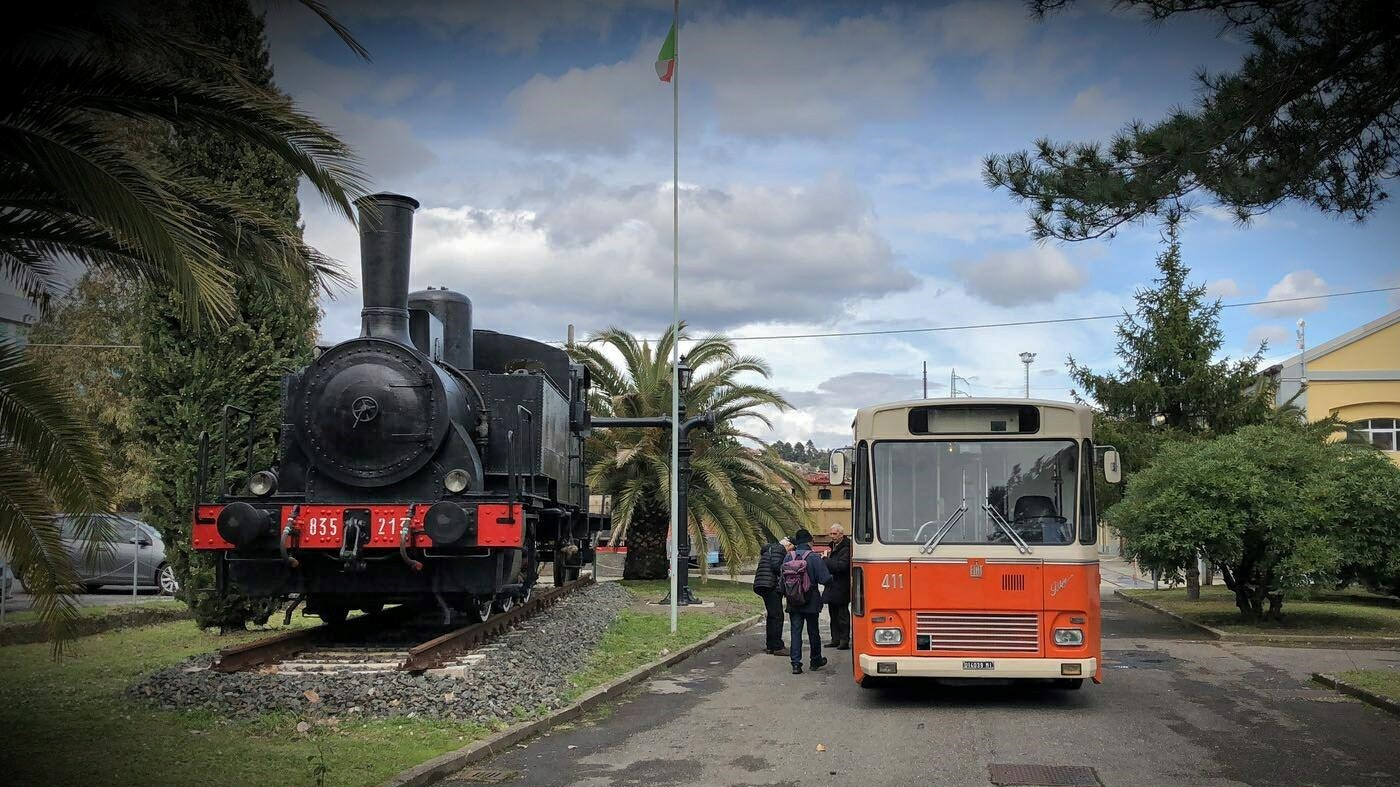
Fiat 418 AC Portesi del 1973

L'attività è basata sul lavoro volontario dei propri soci. StoricBus ha tra i soci privati cittadini e collabora con enti pubblici e sodalizi operanti nel campo del motorismo storico automobilistico, ferroviario e navale. Le attività sociali sono composte da due macrocategorie: le operazioni di restauro, pulizia e manutenzione dei veicoli; l'impiego dei veicoli e del personale volontario nella partecipazione ad iniziative culturali, incluse quelle organizzate dalla delegazione locale del FAI, e di beneficenza. A partire dal 2015 Storicbus ha collaborato in modo costante con la Fondazione FS Italiane, il Museo Nazionale Trasporti di La Spezia con visite alla sua sezione ferroviaria allo scalo FS di La Spezia Fossitermi e con altri enti ed associazioni del settore nonché con l'Automotoclub Storico Italiano. L'Associazione si regge esclusivamente sull'autosostentamento economico con le quote versate dai propri iscritti.

Dal 2016 StoricBus partecipa ogni anno,a completamento dinamico al treno storico di Fondazione FS Italiane e Museo Nazionale Trasporti e all'arrivo del convoglio ferroviario d'epoca che ogni anno viene organizzato a Ronco Scrivia patrocinato dalla Regione Liguria e con la collaborazione dell'Associazione Mastodonte dei Giovi. Nel dicembre 2019 StoricBus ha partecipato al Trolley Festival a Torino, organizzato da ATTS, con cui è stato annunciato un rapporto di collaborazione per futuri eventi a partire dal 2020. A inizio 2020 è stato siglato il gemellaggio con Associazione "Il Capolinea" e con M.N.T. Sezione Gomma.  Nel 2023, StoricBus presenta alle autorità il primo progetto ecosostenibile denominato "Progetto San Francisco per la città della Spezia" che consiste nell'utilizzare i vecchi filoveicoli storici durante le iniziative socio culturali della città e per i porte aperte di Fondazione FS Italiane. Nel 2024 il museo cresce ancora, arrivando per la prima volta a preservare dei Filobus: Con il modello Bredabus 4001.12 LL del 1987 con design Pininfarina. Si concretizzano così le prime fasi del progetto in cui si prevede in un prossimo futuro, l’utilizzo dei filoveicoli storici.
Il Museo organizza numerose attività durante tutti mesi dell'anno, tra rievocazioni storiche, raduni e eventi culturali rivolti sia agli appassionati e ai cittadini.

## Sedi museali
StoricBus nel 2020 conta piccole sedi operative nel Nord Italia, quali ad esempio sede operativa Sarzana e sede operativa Venezia, destinate al solo ricovero di alcuni autobus utilizzati nelle iniziative. Le due sedi principali invece si trovano a Castelletto d'Orba (AL) e a Licciana Nardi (MS). La sede della Val d'Orba è utilizzata principalmente per il solo ricovero e conservazione dei bus del Museo ed è accessibile solo ai soci. La sede nel Comune di Licciana Nardi, denominata "Lunezia", di recente acquisizione, pur ospitando già una parte della collezione non è ancora accessibile al pubblico per opere di riqualificazione. Una volta terminato il restauro sarà possibile mostrare i veicoli storici in determinate occasioni calendarizzate.

## Parco mezzi
Elenco completo degli autobus storici che compongono la collezione del Museo, compresi quelli non ancora restaurati e quelli non marcianti. L'ordine predefinito della tabella è la data di costruzione del modello dal più datato al più recente.
| modello                     | carrozzeria                   | allestimento | anno di costruzione | ultimo proprietario                | anno di restauro        | immagine |
| --------------------------- | ----------------------------- | ------------ | ------------------- | ---------------------------------- | ----------------------- | -------- |
| Fiat 309/1                  | Pietroboni                    | Interurbano  | 1963                | privato                            | 2015                    |          |
| Fiat 410                    | Cansa ST4                     | Urbano       | 1963                | ATAC (Roma)                        | 2019                    |          |
| OM Tigrotto                 | Portesi                       | Urbano       | 1964                | Privato                            | 2023                    |          |
| Fiat 409                    | Portesi P201                  | Urbano       | 1966                | Comune di Ostra                    | 2019                    |          |
| Fiat 309/1                  | Cansa                         | Interurbano  | 1967                | Collezione Politi                  | restauro meccanico 2019 |          |
| Fiat 416A                   | Cansa                         | Urbano       | 1967                | AMSA (Monza)                       | 2016                    |          |
| Fiat 314/2                  | Cansa                         | Interurbano  | 1969                | Istit. Agrario S.Benetto da Norcia | 2018                    |          |
| Fiat 412                    | Aerfer                        | Urbano       | 1969                | Start Romagna                      | in attesa di restauro   |          |
| Fiat 306/3                  | Bianchi                       | Granturismo  | 1971                | Aut.zi Salsi (VC)                  | in attesa di restauro   |          |
| Fiat 308L                   | Dalla Via                     | Interurbano  | 1971                | Collegio S.Antonio                 | 2012                    |          |
| Fiat 343                    | Menarini                      | Granturismo  | 1971                | Aut.zi Acquafresca                 | in attesa di restauro   |          |
| Monocar Menarini 1221       | su meccanica Fiat 409A        | Urbano       | 1972                | AMT (Genova)                       | 2015                    |          |
| Fiat 418AC                  | Menarini                      | Urbano       | 1972                | ATL (Livorno)                      | in attesa di restauro   |          |
| Fiat 418AC                  | Portesi                       | Urbano       | 1973                | A.M.S.A. Monza                     | 2014                    |          |
| Fiat 418AL                  | Cameri                        | Urbano       | 1973                | SeAm Cortina D'Ampezzo             | 2019                    |          |
| Fiat 418AC                  | Bredapistoiesi                | Urbano       | 1973                | ATAF (Firenze)                     | in attesa di restauro   |          |
| Fiat 418AC                  | Bredapistoiesi                | Urbano       | 1974                | Actt Treviso                       | in attesa di restauro   |          |
| Fiat 418AC                  | Portesi                       | Urbano       | 1974                | A.M.S.A. Monza                     | 2014                    |          |
| Fiat 421A BCF               | Bredapistoiesi                | Urbano       | 1974                | ATM (Milano)                       | in attesa di restauro   |          |
| Monocar Menarini 1231       | su meccanica Fiat 409A        | Urbano       | 1975                | AMT (Genova)                       | In attesa di restauro   |          |
| Fiat 314/2                  | Dalla Via                     | Granturismo  | 1975                | AMT (Genova)                       | inizio restauro 2012    |          |
| Fiat 343                    | Dalla Via                     | Super linea  | 1975                | Autoscuola Gobbo                   | in attesa di restauro   |          |
| Fiat 418AC                  | Menarini Monocar              | Urbano       | 1975                | CTM (Castelfranco Veneto)          | in attesa di restauro   |          |
| Fiat 418AL                  | Cameri                        | Urbano       | 1975                | CTB (Bormio)                       | in attesa di restauro   |          |
| Monocar Menarini 1231       | su base meccanica Fiat 409    | Urbano       | 1975                | AMT (Genova)                       | in attesa di restauro   |          |
| Monocar Menarini 1241L      | su base meccanica Fiat 420 AL | Suburbano    | 1976                | ATINOM                             | in attesa di restauro   |          |
| Siccar 181C                 | Sicca                         | Urbano       | 1976                | AMT (Genova)                       | in attesa di restauro   |          |
| Fiat 306/3                  | Cameri                        | Interurbano  | 1977                | A.M.V. Valenza Po                  | 2012                    |          |
| Monocar Menarini 1201/3     | Fiat 314/3                    | Urbano       | 1977                | Asti Servizi Pubblici              | 2020                    |          |
| Inbus S210                  | Sicca 176LS                   | Suburbano    | 1977                | CTNM Desio                         | inizio restauro 2017    |          |
| Fiat 308                    | Cameri                        | Interurbano  | 1978                | Ministero dell'Interno             | 2016                    |          |
| Fiat 343                    | Dalla Via DV2291              | Granturismo  | 1978                | Aut.zi Pattaro                     | in restauro meccanico   |          |
| Fiat 315.8.13               | Iveco Magirus Cameri          | Interurbano  | 1979                | Parrocchia di Leivi (Genova)       | in attesa di restauro   |          |
| Fiat 370.12.25              | Cameri                        | Interurbano  | 1980                | ARPA (Chieti)                      | in attesa di restauro   |          |
| Fiat 370.12.35              | Orlandi Poker 1ª serie        | Granturismo  | 1982                | Stabilimento Alfa Romeo Arese      | 2014                    |          |
| Fiat 570.12.20              | Cameri                        | Suburbano    | 1982                | Croce Rossa Militare               | inizio restauro 2020    |          |
| Fiat 370.12.25              | Cameri                        | Interurbano  | 1983                | Comune di Ponte nelle Alpi         | 2019                    |          |
| Inbus S210FT                | Siccar 177/4LS 1 serie        | Suburbano    | 1984                | ACTV (Venezia)                     | in attesa di restauro   |          |
| Menarini 201/1 NU           | Menarini Monocar              | Urbano       | 1984                | Asti Servizi Pubblici              | 2020                    |          |
| Fiat 370.12.30              | Padane X                      | Granturismo  | 1985                | Aut.zi Casadei                     | inizio restauro 2018    |          |
| Menarini 101SB              | Menarini Monocar              | Granturismo  | 1985                | Aut.zi Pollini (RA)                | 2019                    |          |
| Menarini 201/1 NU           | Menarini Monocar              | Urbano       | 1985                | A.M.C. Casale Monferrato           | 2016                    |          |
| Inbus U150M                 | Sicca                         | Urbano       | 1986                | Comune di Sirolo                   | inizio restauro 2019    |          |
| BB 2001LL                   | Bredabus                      | Urbano       | 1987                | Comune di Sirolo                   | in attesa di restauro   |          |
| Fiat 471.12.20 Effeuno      | Iveco (Valle Ufita)           | Urbano       | 1987                | Asti Servizi Pubblici              | inizio restauro 2019    |          |
| Inbus S210 FT               | Siccar 177/4 LS               | Suburbano    | 1987                | TEP (Parma)                        | 2018                    |          |
| Monocar 201/2               | Menarini                      | Urbano       | 1987                | AMT (Genova)                       | 2017                    |          |
| Fiat 316.8.13               | Menarini C13/55               | Urbano       | 1988                | Asti Servizi Pubblici              | in attesa di restauro   |          |
| Fiat 471.10.20 Effeuno      | Viberti                       | Urbano       | 1988                | Asti Servizi Pubblici              | in attesa di restauro   |          |
| Fiat Iveco 370S12.35        | Menarini                      | Interurbano  | 1988                | Aut.zi Cavaleri (Agrigento)        | inizio restauro 2020    |          |
| Menarini 201/2 NU           | Menarini Monocar              | Urbano       | 1988                | A.M.C. Casale Monferrato           | 2020                    |          |
| Iveco 571.10.20 S           | Macchi                        | Suburbano    | 1988                | Privato                            | in attesa di restauro   |          |
| Fiat 480.10.21 Turbocity    | Iveco                         | Urbano       | 1989                | SAPO (Voghera)                     | 2018                    |          |
| Inbus AID280 FT             | De Simon                      | Interurbano  | 1989                | Aut.zi Francesco Reali             | in attesa di restauro   |          |
| BB 2001LL                   | Bredabus                      | Urbano       | 1989                | AMT (Genova)                       | in attesa di restuaro   |          |
| BB 2001LL                   | Bredabus                      | Urbano       | 1990                | AMT (Genova)                       | 2022                    |          |
| BB 2001LL                   | Bredabus                      | Urbano       | 1990                | AMT (Genova)                       | 2023                    |          |
| BB 2001LL                   | Bredabus                      | Urbano       | 1990                | AMT (Genova)                       | in attesa di restauro   |          |
| Civibus 8.75                | Portesi                       | Urbano       | 1990                | Calolzio Corte                     | in attesa di restauro   |          |
| Fiat 480.12.21 Turbocity    | Iveco Valle Ufita             | Urbano       | 1990                | Asti Servizi Pubblici              | inizio restauro 2019    |          |
| Monocar 220 NU              | Menarini                      | Urbano       | 1991                | A.M.C. Casale Monferrato           | In attesa di restauro   |          |
| Monocar 220 NU              | Menarini                      | Urbano       | 1991                | A.M.C. Casale Monferrato           | In attesa di restauro   |          |
| BB 3001.12LL                | Bredabus                      | Suburbano    | 1991                | Aut.zi Locatelli                   | in attesa di restauro   |          |
| Inbus U150                  | Bredabus                      | Urbano       | 1991                | La Panoramica (Chieti)             | in attesa di restauro   |          |
| Monocar 120                 | Bredamenarinibus              | Interurbano  | 1993                | FATA Autolinee Terralba            | In attesa di restauro   |          |
| Iveco 380.12.38HD Euroclass | Orlandi                       | Granturismo  | 1995                | n.p.                               | in attesa di restauro   |          |
| Civibus 8.77                | Cacciamali                    | Suburbano    | 1996                | TPL Linea (Savona)                 | in attesa di restauro   |          |
| Monocar 321U                | BredaMenarinibus              | Urbano       | 1996                | AMT (Genova)                       | inizio restauro 2020    |          |
| Monocar 230 MU              | BredaMenarinibus              | Urbano       | 1996                | ATC Bologna (ora TPER)             | 2022                    |          |
| CAM Busotto                 | Carrozzeria Autodromo Modena  | Suburbano    | 1996                | ATV Verona                         | in attesa di restauro   |          |
| Monocar 230 MU              | Bredamenarinibus              | Urbano       | 1998                | AMT (Genova)                       | in attesa di restauro   |          |
| Iveco Cityclass 491.12.27   | Iveco                         | Urbano       | 1998                | AMT (Genova) (Ex ATM Milano)       | in attesa di restauro   |          |
| Iveco Cityclass 591.12.27   | Iveco                         | Suburbano    | 1999                | ATC Esercizio (La Spezia)          | in attesa di restauro   |          |
| Iveco Cityclass 491.10.27   | Iveco                         | Urbano       | 1999                | ATC Esercizio (La Spezia)          | in attesa di restauro   |          |
| Iveco Cityclass 491.10.29   | Iveco                         | Urbano       | 2000                | AMT (Genova)                       | in attesa di restauro   |          |
| Monocar 231 MU              | Bredamenarinibus              | Urbano       | 2001                | Comune di Sirolo                   | In attesa di restauro   |          |
| CAM Tango                   | Carrozzeria Autodromo Modena  | Urbano       | 2002                | AMT (Genova)                       | in attesa di restauro   |          |
| IVECO 399E.12.35 MyWay      | Iveco                         | Interurbano  | 2004                | Arriva Italia                      | In attesa di restauro   |          |